# Schwand (Weischlitz)
Schwand ist ein Ortsteil der Gemeinde Weischlitz im sächsischen Vogtlandkreis. Die Gemeinde Schwand mit ihrem Ortsteil Steins wurde am 1. Januar 1994 mit sechs weiteren Gemeinden zur Gemeinde Burgstein zusammengeschlossen. Diese wurde wiederum am 1. Januar 2011 in die Großgemeinde Weischlitz eingegliedert. Seitdem bildet Schwand mit Steins einen Ortsteil der Gemeinde Weischlitz.

## Geographie

### Lage und Verkehr
Schwand befindet sich im Zentrum der Gemeinde Weischlitz am Südhang des 566 m hohen Schutzbergs. Durch die westliche Ortsflur fließt der Schwander Bach, der über den Kemnitzbach in die Weiße Elster entwässert. Der Kemnitzbach wiederum bildet die südliche Flurgrenze. Dort befindet sich die zu Schwand gehörige Kienmühle, an der vorbei der Kammweg Erzgebirge–Vogtland vom Burgsteingebiet und weiter durch das Tal des Kemnitzbachs gen Westen verläuft.
Schwand befindet sich im Westen des Vogtlandkreises und im sächsischen Teil des historischen Vogtlands. Geografisch liegt der Ort im Zentrum des Naturraums Vogtland (Mittelvogtländisches Kuppenland).
Der Ort ist mit der vertakteten RufBus-Linie 53 des Verkehrsverbunds Vogtland an Weischlitz, Oelsnitz und Gutenfürst angebunden.

### Nachbarorte
| Dehles  | Steins                                      | Kröstau, Unterweischlitz |
| Kemnitz | Kompassrose, die auf Nachbargemeinden zeigt | Geilsdorf                |
| Krebes  | Ruderitz                                    |                          |

## Geschichte
Das Waldhufendorf Schwand wurde erstmals urkundlich im Jahr 1418 als Swant erwähnt. Da es in dieser Urkunde um die Aufteilung mehrerer Güter ging, bestand der Ort vermutlich schon längere Zeit vor der Ersterwähnung. Die Hufeisenform des Orts deutet auf einen slawischen Ursprung hin. Der Ortsname ist auf das Wort „schwänden“ (brandroden) zurückzuführen. Bis ins 19. Jahrhundert war Schwand eines der größten Orte des Vogtlands, danach nahm die Bevölkerung stetig ab.
Bezüglich der Grundherrschaft gehörte Schwand im 16. Jahrhundert anteilig zu den Rittergütern Schwand, Geilsdorf und Kürbitz, sowie als Amtsdorf zum Amt Plauen. Im Jahr 1764 gehörte Schwand anteilig zu den Rittergütern Schwand, Geilsdorf, Kröstau und als Amtsdorf zum Amt Plauen. Das Rittergut Schwand war im Jahr 1373 im Besitz von Conrad von Geilsdorf, es existierte allerdings schon vorher. In der ersten Hälfte des 16. Jahrhunderts gelangte das Rittergut Schwand in den Besitz der Familie von Feilitzsch, die es bis zu Beginn des 18. Jahrhunderts besaß. Auf die Familie von Feilitzsch folgten die Familien von Tattenbach und von Beulwitz als Besitzer. Seit 1868 besaß Ferdinand von Nauendorf das Rittergut Schwand, von dem es im Jahr 1920 Dr. Walther Naumann zu Königsbrück kaufte. Seit 1928 war das Gut im Besitz der Stadt Plauen. Die romanische Kirche von Schwand stammt aus dem 12. Jahrhundert. Bis zum Brand im Jahr 1869 besaß sie ein Walmdach und einen hölzernen Wehrgang.
Schwand gehörte bis 1856 zum kursächsischen bzw. königlich-sächsischen Amt Plauen. 1856 wurde der Ort dem Gerichtsamt Plauen und 1875 der Amtshauptmannschaft Plauen angegliedert. In der zweiten Hälfte des 19. Jahrhunderts gab es in den Fluren von Schwand Bergbautätigkeiten, von denen heute keine Spuren mehr sichtbar sind.
Am 1. Juli 1950 wurde der Nachbarort Steins eingemeindet. Durch die zweite Kreisreform in der DDR kam die Gemeinde Schwand mit Steins im Jahr 1952 zum Kreis Plauen-Land im Bezirk Chemnitz (1953 in Bezirk Karl-Marx-Stadt umbenannt), der ab 1990 als sächsischer Landkreis Plauen fortgeführt wurde.
Am 1. Januar 1994 schloss sich die Gemeinde Schwand mit sechs weiteren Gemeinden zur Gemeinde Burgstein zusammen, die ihren Namen vom Berg Burgstein mit seinen beiden Kirchenruinen erhielt. Diese gehörte seit 1996 zum Vogtlandkreis. Seit der Eingliederung der Gemeinde Burgstein in die Großgemeinde Weischlitz bilden Schwand und Steins seit dem 1. Januar 2011 einen gemeinsamen Ortsteil von Weischlitz.

## Sehenswürdigkeiten
- Rittergut Schwand
- Kirche Schwand
- Kienmühle im Kemnitztal mit Wanderweg ins Burgsteingebiet